# Armon Orlik
Armon Orlik (* 26. Mai 1995) ist ein Schweizer Schwinger. Beim Eidgenössischen Schwing- und Älplerfest in Estavayer-le-Lac (ESAF 2016) stand er gegen Matthias Glarner im Schlussgang.
Er gehört zum Schwingklub Unterlandquart. Bei einer Grösse von 190 cm wiegt er rund 110 kg (2018).

## Karriere als Schwinger
Armon Orlik galt in der Schwingerszene als ein aufstrebendes Talent. Im Jahre 2016 stieg er zum absoluten Spitzenschwinger auf, der am Eidgenössischen Schwing- und Älplerfest von Estavayer-le-Lac (ESAF 2016) als einer der Favoriten gehandelt wurde, da er in diesem Jahr insgesamt sechs Kranzfeste gewonnen hatte. Im ersten Gang besiegte er Kilian Wenger, den Schwingerkönig von 2010, und erreichte den Schlussgang, in dem er jedoch Matthias Glarner unterlag. Er erreichte die Endplatzierung 5a, die er sich mit dem bisherigen Schwingerkönig Matthias Sempach (5b) teilte. Im Jahre 2016 gewann er durch seine zahlreichen Erfolge die Jahrespunkteliste und wurde auch zum Schwinger des Jahres gewählt.
In seiner bisherigen Karriere als Schwinger hat er (Stand Mitte 2019) 37 Kränze, davon einen Eidgenössischen Kranz, 23 Kantonale, 8 Bergkränze und 5 Teilverbandskränze, gewonnen. Orlik Armon war Sieger an zwei Bergfesten (Schwägalp 2016, Weissenstein 2016), an einem Teilverbandsfest (Nordostschweizer Schwingfest 2016 in Wattwil) und sechs kantonalen Verbandsfesten (Zürcher 2015 in Wädenswil, Thurgauer 2016 in Märwil und 2017 in Zihlschlacht, Glarner-Bündner 2016 in Glarus, Bündner-Glarner 2016 in Flims und 2017 in S-chanf). Zuletzt siegte der Maienfelder am 10. Juni 2019 am Glarner-Bündner Kantonalschwingfest in Glarus; dies zum dritten Mal und dieses Mal gegen Daniel Bösch, und eine Woche später am Bündner-Glarner Kantonalschwingfest in Cazis, wo er zum vierten Mal, diesmal gegen Sandro Schlegel, gewann. Am Innerschweizer Schwing- und Älplerfest 2019 erkämpfte er sich den 3. Rang. Ebenso wurde er am Eidgenössischen Schwing- und Älplerfest 2019 in Zug (ESAF 2019) Dritter.
In der offiziellen Jahrespunkteliste des Eidgenössischen Schwingerverbands belegte Orlik 2019 den 2. Rang.

## Leben
Armon Orlik stammt aus der Bündner Herrschaft und wohnt in Maienfeld. Im Herbst 2016 begann er ein Bauingenieur-Studium. Er wuchs als jüngster von vier Söhnen auf, sein Vater Paul war früher auch ein erfolgreicher Schwinger. Seine drei älteren Brüder Lucas, Flavio und Curdin waren resp. sind alle drei sportlich aktiv (teilweise sogar im Schwingsport), wobei Curdin Orlik sich auch bereits als Schwinger einen Namen machte.